# Memórias do Grupo Opinião
Memórias do Grupo Opinião é um documentário brasileiro de 2019, dirigido por Paulo Thiago, sobre o coletivo cultural Grupo Opinião.

## Sinopse
A partir das lembranças do diretor e dramaturgo João das Neves, o filme reconta a história do Grupo Opinião, companhia carioca derivada do Centro Popular de Cultura, que marcou a resistência contra a ditadura militar brasileira no teatro de protesto e na difusão da dramaturgia popular.

## Lançamento
No Brasil, o filme foi exibido pela primeira vez na 24ª edição do festival de cinema É Tudo Verdade.